# 帯水層
帯水層（たいすいそう、Aquifer）とは、地中の透水層において、地下水によって飽和している地層のことを指す。不飽和の層は不飽和帯と呼ぶ。

## 帯水層の分類

### 帯水層の透水性
地層を構成する粒子間の間隙の大小で規定される。
- 透水層

透水性の高い地層の帯水層を言う。
- 難透水層

透水性の悪い地層の帯水層を言う。
この用語には、帯水層の基底の地層としての位置づけもある。なお、被圧地下水を賦存している帯水層において、帯水層の上部を構成する地層に対して「加圧層」という言葉で表現する場合もある。ただしこの地層がポテンシャルを加えている（加圧）とは厳密に解釈できない場合が多いことから、あまり使われることはない。
全く水を通さない地層に対しては「不透水層」という用語が用いられることもある。

### 帯水層の構造
帯水層を構成する地層の種類により規定される。
- 層状水、または地層水、またはポーラスメディア

帯水層が粒子状の地層で構成され、その間隙中に地下水が賦存している構造の帯水層を言う。
- 裂罅（れっか）水、またはフラクチャーメディア

帯水層が難透水岩盤中の割れ目（裂罅）で構成され、その割れ目に地下水が賦存している構造の帯水層を言う。

### 地下水のポテンシャル状態
賦存している地下水のポテンシャルによって規定される。これは井戸を掘削した際に、その地下水（井戸水）が地表面よりも高くなる、すなわち湧出する現象が認められることから、きているものである。
- 被圧地下水

地下水を含む地層の上下を難透水性の地層が挟み、中に賦存している地下水の水頭（地下水面）が、その帯水層の上部の難透水層よりも高い状態の帯水層を言う。
- 不圧地下水、自由地下水

上記の帯水層の構造において、中に賦存している地下水の水頭（地下水面）が、その帯水層の上部の難透水層よりも低い状態の帯水層を言う。

## 帯水層単元
帯水層の区分は、水文地質学的に区分される層相区分とほぼ同じである。なお一般的に行われる層相区分とは、地質学的層相区分のことを指し、主に堆積岩・堆積層の岩相に注目して、地層を区分することである。ここで言う水文学的層相区分とは、地質学的水文区分に加えて、透水性（固結度や間隙）・岩盤の割れ目・貯留性の特性を強調し、区分するものである。
なお層相区分による帯水層の単元区分は、絶対的なものではない。水の貯留は、必ずしも層相のみに従うとは限らないためである。

## 帯水層定数、帯水層係数
帯水層の性状、すなわち地下水の貯留層としての透水性や資源量を評価する数値として、帯水層定数（または帯水層係数と呼ばれることもある）がある。主に透水量係数と貯留係数の2つで評価し、これに透水係数と有効間隙率を補助的に用いる。
- 透水係数（Permeability coefficient,またはHydraulic conductivity）：一般にKで表す。

単位動水勾配における、単位時間当たりに、単位断面積を流れる水の流量。
- 透水量係数（Transmissivity）：一般にTで表す。

被圧帯水層において、単位動水勾配における、単位時間当たりに、単位層厚（幅の長さ）の帯水層を流れる水の流量。透水係数Kと被圧帯水層の層厚Dとの積である。不圧帯水層の場合は、自由地下水面から帯水層基底までの水深Hと透水係数Kとの積で表す場合もある。
- 貯留係数（Storativity）：一般にSで表す。

被圧帯水層の場合は、
不圧帯水層の場合は、その不圧帯水層の有効間隙率に等しく、比産出率（Specific yield）ともいい、重力排水量（間隙から重力によって自然排出される量）に相当する。
- 有効間隙率（Effective porosity）：

帯水層の中において、流動に関与しうる水の占めている間隙の割合。流動に関与せず保持している水の残留率のことを比残留率（Specific retention）という。

## 帯水層中の地下水の形態
帯水層中に賦存する地下水の形状（自由地下水の場合は自由地下水面の地形、被圧地下水の場合はポテンシャル面の地形）について、地下水の涵養や流出について解析する場合に、使われることがある。
- 地下水瀑布（ちかすいばくふ）
- 地下水谷
- etc

## 法律上の帯水層の定義
地下水は、法令上、定義されていない。同様に帯水層についても定義はない。法令上の地下水の定義を初めて試みたのは、建設省の「地下水法（案）」である。

## 学術用語ではない「地下水脈」
「地下水脈」という言葉を帯水層の意味で用いられることがあるが、この言葉は学術用語ではなく、自然科学分野では使わない用語である。地下水は、脈（みゃく）の様に、あたかも体内の血管のごとく流れているものではない。上記の帯水層の構造にも書いてあるように、地層全体または割れ目に沿って流れているものである。
厳密に言えば、層状水であっても、必ずしも帯水層全体を均一に流れているのではなく、帯水層の中の一部のみに流れている場合もある。この状態は、同一帯水層中において、全体のポテンシャルの状態（移流）と、流れる水の拡散を厳密に調査した後に理解されることである。よって、地下水脈の意味とは本質的に異なることに注意が必要である。